# Sintagma adjetivo
En sintaxis, se denomina sintagma adjetivo o sintagma adjetival a un sintagma formado por un conjunto de palabras en torno a un adjetivo. Este adjetivo funciona como núcleo o palabra de mayor jerarquía del sintagma, y es la palabra con más relaciones sintácticas o sintagmáticas del mismo. Ejemplos: 
"Muy cercano a este lugar", donde el núcleo es el adjetivo cercano.
"Especialmente previsto para ese uso", donde el núcleo es previsto.
Un sintagma adjetival puede hacer en general las mismas funciones sintácticas que un adjetivo simple.

## Sintagma adjetivo en español
Por lo general, el sintagma adjetivo funciona como complemento adyacente de un sustantivo o de un sintagma nominal, como atributo de un verbo copulativo o semipredicativo o como complemento predicativo:
- Si es adyacente de un sustantivo, concuerda en género y número con el mismo: "Libro muy interesante".

- Si es atributo de un verbo copulativo, la mayoría de las veces concuerda con el sujeto: "Esas flores son bonitas"
- Si es complemento predicativo, puede concordar o no: "Los coches corren rápidos o rápido ....

El adjetivo admite en su sintagma a adverbios que funcionan como cuantificadores o morfemas de grado superlativo o comparativo: Muy bueno / Menos listo. Otras veces el adverbio puede tener la función de complementar al adjetivo.
- Datos: Q357760